# Brian Stableford
Brian Michael Stableford, född 25 juli 1948 i Shipley, West Yorkshire, död 24 februari 2024 i Swansea, Wales, var en brittisk science fiction-författare och sociolog. Han utbildade sig först till biolog, men skrev sin doktorsavhandling inom sociologin, ett ämne han också undervisade inom ett kort tag i slutet av 1970-talet innan han gick över till författandet på heltid. Han debuterade 1965 med novellen "Beyond Time's Aegis", författad tillsammans med skolkamraten Craig A Mackintosh under pseudonymen Brian Craig. Hans första roman, Cradle of the Sun, publicerades 1969. Utöver att ha författat en mycket lång rad romaner var han också verksam som kritiker och som översättare från franska.

## Utgivet på svenska[10]
- 1984 – Asgårds gåta ISBN 91-7228-328-9